# جورج إتش بروك
جورج إتش بروك (بالإنجليزية: George H. Brooke)‏ هو لاعب إسكواش أمريكي، ولد في 9 يوليو 1874 في بروكفيل في الولايات المتحدة، وتوفي في 16 نوفمبر 1938 في توسان في الولايات المتحدة.